# Агостини, Доменико
Доменико Агостини (итал. Domenico Agostini; 31 мая 1825, Тревизо, Ломбардо-Венецианское королевство — 31 декабря 1891, Венеция, королевство Италия) — итальянский кардинал. Епископ Кьоджи с 27 октября 1871 по 22 июня 1877. Патриарх Венеции и примас Далмации с 22 июня 1877 по 31 декабря 1891. Кардинал-священник с 27 марта 1882, с титулом церкви Сант-Эузебио с 30 марта 1882 по 7 июня 1886. Кардинал-священник с титулом церкви Санта-Мария-делла-Паче с 30 марта 1882 по 7 июня 1886.